# Ільм (міфологія)
Ільм (давньоскан. Ilmr) — нині майже невідома богиня, валькірія або ідиза у скандинавській міфології.
Вона, ймовірно, була забута вже тоді, коли ісландці почали записувати історію в 13 столітті. Однак її ім'я збереглося в деяких рукописах Молодшої Едди. В одній з них вона згадується як ас.

## Етимологія
Хоча ім'я богині й жіноче, та Джейкоб Грімм вказував на те, що його чоловіче значення — «аромат».

## Згадки

### Молодша Едда

#### Мова поезії
| Між Ідунн та Білем в списку асів, і в списку слів, які можуть бути використані в поколіннях, «жінка». |

Більше жодної інформації, окрім її імені, ми не маємо.

### Інші згадки
Її не згадують у Старшій Едді, але її ім'я кілька разів зустрічається у скальдичних поезіях 10-го та 11-го століть, особливо у віршах Кормака Еґмундарсона.